# Gyulai Gaál János
Gyulai Gaál János (Budapest, 1924. április 28. – Budapest, 2009. február 12.) Erkel Ferenc-díjas magyar zeneszerző.
ISWC azonosító: 00013094028

## Tevékenysége
Zenei tanulmányait a kaposvári zeneiskolában kezdte, majd a Zeneakadémián fejezte be – hegedű és zongora szakon. 1941-ben első díjat nyert a debreceni Hubay-versenyen. A Magyar Állami Hangversenyzenekarban helyezkedett el hegedűsként, majd a Budapesti Operettszínház korrepetitora lett. 1956-ban a Belga Rádió könnyűzenei pályázatán harmadik díjat nyert egytételes Zongorakoncertójával. 1959-ben a Magyar Rádióhoz került, ahol a Bartók-terem zenei vezetője (gyakran zenei rendezője is) volt. Itt kezdett karmesterként és hangszerelőként is tevékenykedni. 1980-tól tíz évig volt a müncheni Bajor Rádió külső munkatársa.
Komolyzenei munkálkodásán kívül (két zongoraverseny, egy hárfaverseny, egy hegedűverseny, kamarazenei művek) sokat tevékenykedett a könnyűzene területén is, sőt zeneszerző munkássága nagyobb része az utóbbi területre esik. Számos musical, filmzene és színpadi kísérőzene mellett ő írta Kovács Kati 1966-os, fesztiválgyőztes dalát (Nem leszek a játékszered). Szintén ő szerezte a Karinthy Színházban bemutatott, Karinthy Márton által rendezett Hét pofon,  Aszlányi Károly művének színpadi változatához a kísérő zenét (a verseket Romhányi József írta).
Az 1960-as években a Ki mit tud? zsűritagja.
Bátyja, Gyulai-Gaál Ferenc (Budapest, 1915. február 22. – 1981. január 31.) zeneszerző, karmester.

## Elismerései
- Erkel Ferenc-díj (1967)
- EMeRTon-díj (1992)
- A Magyar Köztársasági Érdemrend kiskeresztje (1994)
- Huszka Jenő Életműdíj (1994)
- eMeRTon életmű-díjat (2004)
- Fényes Szabolcs-díj (2004)
- Artisjus Életműdíj (2008)
- A Magyar Köztársasági Érdemrend tisztikeresztje /posztumusz/ (2009)